# Linux中文延伸套件計劃
Linux中文延伸套件計畫（Chinese GNU/Linux Extensions簡稱CLE）是為Linux 中文化的一個社群計劃。早期CLE是些建構在Red Hat Linux上的中文相關程式RPM收集，對官方程式進行補足。隨後目標轉變成為建立國際化（i18n）和本地化（l10n）的基礎架構來處理中文問題。隨著各方開發者的加入，成果也移植到各大Linux發行版本。

## 概念
所謂的中文化操作環境，根據CLE開發者的看法，至少應包括中文的訊息、顯示、輸入、列印与處理。
欲達到這些目的，有許多種做法。CLE採用的，是如今最通行，一種被稱為I18N/L10N的手法。也就是將程式跟語言相關的部份獨立出來。將語文環境有相關的資料，放在「區域環境資料庫」。在設計程式時不考慮對特定語文的支援細節，而是在執行時期才依使用者所選擇的區域環境（locale）聯繫到不同的資料庫，提供該語文的支援，如此方法稱之為國際化。而在此架構下加入中文區域化的支援，稱為中文的本地化。

## 發展史

### 草創時期
CLE計劃的發起人是鄭原忠，代號小虫。當時還在軍中服役，原本僅是針對個人維護的方便，對相關中文軟體進行修補，打包成RPM檔以被不時之需。因Linux逐漸受到重視，中文化的需求也日漸重要。小虫為了將他的工作成果分享出來，以電子郵件與陳永昇（cdchen）討論後，決定將所有RPM檔打包成可安裝光碟，置於網路上供人自由下載使用。1998年6月20日發表CLE v0.3，以GNU GPL授權，為CLE公開的第一版。推出後立刻廣獲好評，不斷收到各方測試回報與改善建議。隨後密集推出v0.4、v0.5版，大多是小虫一個人包辦。
1998年10月25日推出的v0.6是邁向社群計劃的一大步。除了軟體功能的提升外，更重要的是各路好手加入開發，包括黃志偉、李柏鋒、胡崇偉等。此外，官方網站、通信論壇、FTP站等各項服務也陸續上線，CLE計劃逐漸成形。兩個禮拜後，v0.6p1釋出，加入了更多的修正。此時的中文化架構，主要還是以CXWin為主，搭配xa+cv處理中文輸入的功能。
1999年1月18日推出v0.7版，首次嘗試讓使用者可以選擇不具CXWin修補的X Window系統，使用純I18N/L10N的中文環境。兩個月後再推出v0.7p1，更新GNOME／KDE等套件，提供使用者更穩定的操作環境。

### 台大時期
1999年6月推出的v0.8版是一個新里程碑。搭配了Red Hat 6.0新版的GNU C函式庫對多位元組字集的支援，CLE有了嶄新的中文化架構，去除CXWin的牽絆，可同時支援繁體（Big5）與簡體（GB2312）中文。新的xa+cv在X的顯示對位問題有了重大改良，在輸入上也有重大改善。導入謝東翰開發支援XIM的Xcin 2.5，雖然還沒做為預設的中文輸入法，但搭配GTK+程式使用已經沒問題了。整體而言，中文化程式跟整個系統搭配的更好，不再有隔閡。在百資科技的協助下，小虫出版了「Official CLE 0.8 ─中文Linux延伸套件使用指南」。
此時小虫從軍中退伍，返回母校台大化學所擔任研究助理，連同就讀台大電機所的CLE另一位主要開發成員兼CLDP計劃主持人黃志偉，與就讀台大物理所的Xcin領導者謝東翰，形成台大Linux鐵三角。他們說服台大計算機中心支持CLE相關計劃，提供設備與頻寬。使得他們在無後顧之憂的情況下，全力完成Linux中文化的基礎工作。
此時的CLE也開始進入穩定的開發時期，新版釋出速度明顯變慢。四個月後方推出CLE v0.8p1，中文化的架構不變，但加入更多的套件更新。簡體中文的支援也更完整。同時使用新一代中文架構的CLE v0.9測試版也密集開發中。

### 文鼎字型
當時Linux的中文化還有一個大難題，就是還沒有自由免費的中文字型可使用。小虫連同幾位CLE的主要成員黃志偉、謝東翰和胡崇偉等，積極奔走遊說華康、文鼎等字型公司。後來獲得文鼎科技的善意回應，釋出四套以Arphic Public License授權的TrueType字型，供社群自由的使用。

### 翔威事件
1999年9月，發生翔威事件。起因於翔威國際公司 （页面存档备份，存于）推出商業的中文Linux發行版，其中部分採用CLE的中文化成果。按照GNU GPL的授權條款，翔威雖將其原始碼公開。但其中獨缺翔威自行翻譯的KDE中文訊息檔。小虫以CLE計劃主持人的身份公開於網路論壇抨擊翔威做法不當。翔威工程師起先辯稱是一時失誤，後又改稱只提供原始碼給購買翔威產品的用戶。
此事引起台灣Linux社群譁然。大多數網友皆聲援CLE，指責翔威做法有失自由軟體的開放分享精神。然而也開始有人以陰謀論，質疑許多CLE開發者擔任網虎國際公司 （页面存档备份，存于）顧問，有藉社群名義打壓競爭對手之嫌。此論點也引起CLE開發成員強烈不滿，導致激烈的網路論戰。
論戰持續數週，最終翔威國際迫於輿論壓力而讓步，同意釋出KDE的翻譯檔，事件才逐漸平息。但論戰雙方都已受到不小的傷害
。受此事件的影響，小虫逐漸將個人重心放在學業，而淡出CLE計劃。主要的開發工作，便由黃志偉接手。

### 成熟時期
2000年3月20日在黃志偉主導下，推出架構於Red Hat 6.1的CLE v0.9，首度以台灣原住民Yami（雅美族，今稱達悟族）為代號。不再使用任何外掛方式而能夠正確的顯示、輸入乃至處理中文，象徵著Linux中文化與國際化的腳步又邁進一大步。在國際化的架構下，能同時支援多語系。只要指定LANG變數，便可在各語言之間切換。以Xcin 2.5.2為預設中文輸入法，並以文鼎字型做為預設中文字體。包含高茂原開發的英漢／漢英字典pyDict。大部分的KDE/GNOME程式皆可正確顯示並輸入中文。

### 頂高時期
2000年6月小虫結婚並赴美留學。黃志偉也自台大畢業，在葉平的引薦下進入剛成立的頂高國際公司，擔任研發協理，繼續CLE的開發工作。黃志偉網羅了另一位CLE活躍開發者張崇嚴，以及KDE中文化主要作者莊明哲，和*BSD社群好手羅謝家偉加入，還有高茂原、曾昭明（jmce作者）等擔任顧問，組成堅強的研發團隊。
在頂高全力支持下，2000年10月30日推出CLE v0.9p1，代號仍為Yami。以Red Hat 6.2為基礎，中文列印的改良是這個版本最大的特色。包含文書處理軟體AbiWord中文版，與CJK for LATEX和ChiTeX，製作中文文件更加容易。黃志偉並結合團隊成員撰寫了「Linux中文延伸套件使用指南for CLE v0.9p1」，由頂高國際出版。
然而頂高國際因資金未能到位，2001年2月發生財務危機，並停止對社群的贊助。CLE的團隊成員也陸續離開頂高。

### 泰雅現身
儘管各自遭遇生活上的困境，CLE成員仍排除萬難，於2001年4月10日推出，以泰雅（Atayal）為代號的CLE v1.0版，象徵著國際化與中文化進入穩定成熟的時期。延續國際化的架構，以Red Hat 7.0為根基，搭配Glibc 2.2，對國際語文，特別是CJK（中日韓語）的支援更加完善。有完整的中文安裝介面，並導入大陸地區常用的Chinput做為簡體輸入法引擎。包含中文支援的KOffice辦公軟體，以及更多的中文程式與使用介面。
隨著黃志偉的淡出，CLE的開發也改由張崇嚴主導。2001年10月和11月分別推出代號為Gaga（泰雅語）的兩個CLE v1.1測試版。主要在提出更佳的中文列印解決方案。包含AbiWord、StarOffice、KOffice和HancomOffice等各套辦公軟體。在2002年7月再推出miniCLE系列，提供以APT為基礎，類似Debian的基本可客製化系統。

### 功成身退
2002年10月 因發生Red Hat Linux 8.0移除中華民國國旗事件，導致CLE團隊與Red Hat的決裂。CLE自此也未再推出新版本。官方網站轉型為Linux相關新聞、論壇以及下載區，仍由張崇嚴繼續維護。
儘管如此，曾經做為華文世界裡最重要也最受歡迎的自由軟體社群計劃，CLE對Linux的中文化與國際化發展有著不可磨滅的貢獻。雖然一開始是以類似Linux發行套件的方式存在，但CLE的開發者並不打算讓它成為一個完全獨立的發行版本。相反的，CLE的開發者嘗試與各自由軟體的原始開發組織合作，希望將支援中文的國際化架構落實到原始碼當中。包括Linux kernel、Glibc、Qt、GTK+、KDE、GNOME、AbiWord等都曾加入CLE提交的修補。如此當新版的程式自開發者手中釋出後，便已有了中文支援的能力。CLE的開發者期望將來各家Linux發行版本都能夠有內建的中文支援，那也就是CLE功成身退的時候。以目前的情況看來，CLE的終極目標，雖不中亦不遠矣!

## 其它移植
由於CLE廣受歡迎，不少開發者將其移植到其它的Linux發行套件，例如：
- Mandrake + CLE，由李健秋主導開發。
- Slackware + CLE，由吳文政主導開發。
- SUSE + CLE，由郭谷彰主導開發。
- Debian中文計劃，霍東靈主導開發。

## 書籍出版
由CLE原開發者所著作的書籍有：
- Official CLE 0.8 ─中文Linux延伸套件使用指南 鄭原忠著 ISBN 957-97830-0-4。
- Linux中文延伸套件使用指南for CLE v0.9p1黃志偉等著 ISBN 957-30701-0-3。
- Linux CLE 1.0安裝與入門指引 陳俊宏、賴柏諭著 ISBN 9789570321753

其它以CLE為主體，但非CLE開發者所撰寫的有：
- LINUX完全安裝DIY－CLE 0.8進階安裝與設定旗標股份有限公司出版 ISBN 957-717-550-3。
- 精通Linux Red Hat 6.0/6.1 + CLE v0.8p1文魁資訊股份有限公司出版 ISBN 957-0341-60-2。
- 精通Linux Red Hat Linux 6.X + CLE v0.9[永久]文魁資訊股份有限公司出版 ISBN 957-466-041-9。
- 易學易用Red Hat 7.X + CLE v1.0[永久]碁峰資訊出版 ISBN 957-566-911-8。
- Red Hat Linux 7.2 + CLE 1.0 系統安裝 DIY 旗標出版股份有限公司 ISBN 9789577178008
- 易學易用LINUX系統管理 -- CLE + RED HAT[永久]碁峰資訊出版 ISBN 957-566-647-X。
- 易學易用LINUX視窗桌面系統 -- CLE、KDE、GNOME[永久]碁峰資訊出版 ISBN 957-566-646-1。

## 資料來源
由於CLE的官方網站發生多次硬碟損毀事件，許多文件，包含通信論壇等都已逸失。所幸在Wayback Machine仍能找到當年大部分的資料。
1. ↑  .   [2009-02-09]. （原始内容存档于1999-11-03）.
2. ↑  .   [2009-02-09]. （原始内容存档于1999-11-03）.
3. ↑  .   [2009-02-09]. （原始内容存档于1999-11-03）.
4. ↑  .   [2009-02-09]. （原始内容存档于2012-07-12）.
5. ↑  .   [2009-02-09]. （原始内容存档于2012-07-07）.
6. ↑  .   [2009-02-09]. （原始内容存档于2000-03-07）.
7. ↑  .   [2021-02-07]. （原始内容存档于2018-09-29）.
8. ↑  .   [2009-02-09]. （原始内容存档于2000-06-21）.
9. ↑  .   [2009-02-10]. （原始内容存档于2012-07-10）.
10. ↑  .   [2003-02-20]. （原始内容存档于2003-02-20）.
11. ↑  .   [2003-02-07]. （原始内容存档于2003-02-07）.
12. ↑  .   [2003-02-07]. （原始内容存档于2003-02-07）.
13. ↑  .   [2003-02-07]. （原始内容存档于2003-02-07）.
14. ↑  .   [2009-02-11]. （原始内容存档于2009-03-12）.
15. ↑  .   [2009-02-10]. （原始内容存档于2012-07-08）.

## 外部連結
- Chinese GNU/Linux Extensions
- 台灣的開放源碼運動
- 尋找台灣自由軟體力量-專訪自由軟體大將黃志偉專訪問答實錄